# Некрасов, Анатолий Иванович
Анато́лий Ива́нович Некра́сов (26 ноября 1926, Подосиновский район, Северо-Двинская губерния — 23 августа 2009, Москва) — советский военачальник; второй начальник Алма-Атинского высшего общевойскового командного училища имени Маршала Советского Союза И. С. Конева (сентябрь 1978 — февраль 1988), генерал-лейтенант (апрель 1985).

## Биография
Анатолий Иванович Некрасов родился 26 ноября 1926 года в селе Пинюченском Подосиновского района (ныне — Кировской области) в семье крестьянина.
В 1941 году окончил семь классов Котельнической неполной средней школы, в ноябре 1942 — ремесленное училище № 2 (Халтурин), после чего работал слесарем на Ежихинском лесоучастке (Котельничский район, Кировская область).
10 ноября 1943 года призван в Красную Армию, служил рядовым 262-й отдельной стрелковой бригады на Дальнем Востоке. С июля 1944 по сентябрь 1947 года — курсант, сержант Петрозаводского пехотного училища, по окончании которого служил командиром взвода, затем командиром роты 84-го гвардейского механизированного орденов Суворова и Александра Невского полка 26-й гвардейской механизированной Вятско-Новгородской дважды Краснознамённой дивизии (Северная группа войск, в ПНР-Польше). В апреле 1948 года принят в КПСС. В 1952 г. получил аттестат о среднем образовании.
С января 1953 г. — командир миномётной роты 110-го гвардейского механизированного полка 35-й гвардейской механизированной дивизии (Одесский военный округ).
В 1953—1956 годы учился в Военной академии имени М. В. Фрунзе (вместе с Д. Т. Язовым, будущим Министром обороны СССР).
С ноября 1956 г. служил в Закавказском военном округе: заместитель начальника штаба 22-го стрелкового полка 6-й стрелковой дивизии; с июня 1960 — командир мотострелкового батальона, с сентября 1961 — заместитель командира 14-го мотострелкового полка 60-й мотострелковой дивизии 4-й общевойсковой армии; с октября 1964 — командир 34-го мотострелкового полка, с августа 1967 — начальник штаба-заместитель командира 75-й мотострелковой дивизии 4-й общевойсковой армии. С июня 1971 — командир 15-й мотострелковой дивизии. 8 мая 1974 года присвоено воинское звание «генерал-майор».
С февраля 1976 г. — военный советник командира пехотной дивизии вооружённых сил Сирийской Арабской Республики.
С сентября 1978 по февраль 1988 года — начальник Алма-Атинского высшего общевойскового командного училища имени Маршала Советского Союза И. С. Конева. В апреле 1985 г. присвоено воинское звание «генерал-лейтенант». Под его руководством была построена передовая учебно-материальная база училища, освоены новые программы обучения, современные виды вооружения и военной техники; училище стало лучшим среди ВВУЗов Сухопутных войск ВС СССР.
14 мая 1988 года уволен с военной службы по состоянию здоровья. Проживал в Москве, где умер 23 августа 2009 года. Похоронен на Котляковском кладбище.

### Семья
Отец — Иван Иванович Некрасов (? — 1934), мать — Мария Феоктистовна.
Жена (с 9 июля 1950) — Светлана Иосифовна (1926—2009). Дети:
- Борис (род. 4.5.1951),
- Сергей (род. 27.09.1959)[1].

## Награды
- Медаль «За победу над Германией в Великой Отечественной войне 1941—1945 гг.» (1945)
- Медаль «За боевые заслуги» (1954)
- Орден «За службу Родине в Вооружённых Силах СССР» III степени (1975)
- Орден Красной Звезды (1982)[1].

## Комментарии
1. ↑  Село Пинюченское в числе населённых пунктов Подосиновского района и Вятского края не обнаружено. В доступных источниках Пинюченское указывается местом рождения только А. И. Некрасова, в связи с другими персонами не упоминается. Возможно, речь идёт об искажённом написании названия пгт Пинюг того же района.
2. ↑  По другим данным — родился в Лениногорске Восточно-Казахстанской области[1].